# Eleai filozófiai iskola
A nagy milétosziakat követően a nyugati görög gondolkodók (Kr. e. IV. század) – akik a kezdetektől fogva nagyban különböztek a milétosziaktól – feladták az ősi anyag kutatását és náluk inkább a vallás (püthagoreusok) vagy a metafizikai ellentmondások (Parmenidész és Eleai Zénón) voltak a hajtóerők. Kivétel közülük Empedoklész volt, akinél megtalálhatók a ióniaiak gondolkodása, bár ötvözve vannak a püthagoreánus és a parmenidészi elemekkel.
Az első két filozófus, akiről tudni, hogy Dél-Itália görög városaiban tanított, két ióniai emigráns volt: Xenophanész és Püthagorasz, aki a Kr. e. VI. század vége felé volt akméjában.

## Filozófiájuk
A halállal és a misztérium-vallásokkal foglalkozó tudományok őshazája Dél-Itália és Szicília volt, ez erősen rányomta bélyegét a filozófiai gondolkodásra is. A két filozófiai archetípus Püthagorasz és Parmenidész volt. Püthagorasz az embereknek az élet és halál értelmét tanítja, Parmenidész pedig azt a filozófiát alapította meg amely nem a dolgok természetének elsődleges kutatásával (amit ma természettudománynak nevezünk), hanem a másodlagos tulajdonságok tanulmányozását hangsúlyozta, olyan kérdéseket, hogy például mit jelent azt mondani valamiről, hogy mozog, létezik, él, mi a sokaság és mi az 'Egy'ség. E két gondolkodásmód határozta meg az eleai filozófusok gondolkodását.

## Lásd még
- Preszókratikus filozófia
- Milétoszi filozófiai iskola